# Démographie de la Basse-Normandie
Au 1er janvier 2006, le nombre d'habitants de la région de Basse-Normandie était estimé à 1 449 000 habitants soit 2,2 % de la population de la France métropolitaine, contre 1 422 000 au recensement de 1999. La région est en 17e position au sein des 22 régions de France métropolitaine. La Basse-Normandie a ainsi gagné près de 27 000 habitants soit 3 850 habitants par an en moyenne.
Le rythme de croissance démographique de la région est modeste (+ 0,27 % par an depuis 1999). Il est presque totalement dû au solde naturel (+ 0,26 % par an), le solde migratoire étant très légèrement positif (+ 0,01 % annuellement).
Aujourd'hui, et depuis le 17 décembre 2014 le Parlement a fusionné les deux anciennes normandies en une Normandie unique. La population de la région unifiée est estimée par l'Insee à 3 322 756 habitants, ce qui en fait la neuvième région sur un total de treize.

## Évolution de la population
| Année | Population au 1er janvier | Population au 1er janvier | Population au 1er janvier | Population au 1er janvier |
| Année | département du Calvados   | département de la Manche  | département de l'Orne     | Basse-Normandie           |
| ----- | ------------------------- | ------------------------- | ------------------------- | ------------------------- |
| 1801  | 451.836                   | 530.631                   | 395.738                   | 1.378.205                 |
| 1851  | 491 225                   | 600.882                   | 439.869                   | 1.531.976                 |
| 1901  | 410.193                   | 491.372                   | 326.937                   | 1.228.502                 |
| 1921  | 384.745                   | 425 497                   | 274.814                   | 1.085.056                 |
| 1936  | 404.916                   | 431.367                   | 269.316                   | 1.112.771                 |
| 1946  |                           |                           | 273.181                   | 1.108.675                 |
| 1954  |                           |                           |                           | 1.164.727                 |
| 1968  | 519.716                   | 451.939                   | 288 503                   | 1.260.158                 |
| 1975  | 560 967                   | 451.662                   | 293.523                   | 1.306.152                 |
| 1982  | 599.559                   | 465.948                   | 295.472                   | 1.350.979                 |
| 1990  | 618.117                   | 479.579                   | 293.194                   | 1.390.890                 |
|       |                           |                           |                           |                           |
| 1995  | 633.738                   | 480.310                   | 294.268                   | 1.408.316                 |
| 1996  | 637.669                   | 480.267                   | 293.516                   | 1.411.452                 |
| 1997  | 641.868                   | 480.858                   | 293.414                   | 1.416.140                 |
| 1998  | 644.513                   | 481.349                   | 292.912                   | 1.418.774                 |
| 1999  | 647.951                   | 481.466                   | 292.530                   | 1.421.947                 |
| 2000  | 650.781                   | 482.858                   | 292.750                   | 1.426.389                 |
| 2001  | 653.777                   | 484.126                   | 293.065                   | 1.430.968                 |
| 2002  | 656.692                   | 485.425                   | 293.186                   | 1.435.303                 |
| 2003  | 659.312                   | 486.852                   | 293.193                   | 1.439.357                 |
| 2004  | 662.033                   | 487.853                   | 292.987                   | 1.442.873                 |
| 2005  | 664.080                   | 488.684                   | 292.968                   | 1.445.732                 |
| 2006  |                           |                           |                           | 1 449 000                 |
| Année | département du Calvados   | département de la Manche  | département de l'Orne     | Basse-Normandie           |

Sources : Insee,, IAURIF,.

## Mouvement naturel de la population

### Évolution des naissances et des décès
Les chiffres suivants sont fournis par l'Insee,.
| Département     | 2000   | 2000   | 2000  | 2004   | 2004   | 2004  | 2005   | 2005   | 2005  | 2006   | 2006   | 2006  |
| Département     | Naiss. | Décès  | Solde | Naiss. | Décès  | Solde | Naiss. | Décès  | Solde | Naiss. | Décès  | Solde |
| --------------- | ------ | ------ | ----- | ------ | ------ | ----- | ------ | ------ | ----- | ------ | ------ | ----- |
| Calvados        | 8 501  | 5 718  | 2 783 | 8 257  | 5 577  | 2 680 | 8 251  | 5 845  | 2 406 | 8 531  | 5 631  | 2 900 |
| Manche          | 5 798  | 4 963  | 835   | 5 487  | 4 890  | 597   | 5 538  | 4 961  | 577   | 5 448  | 4 802  | 646   |
| Orne            | 3 581  | 2 962  | 619   | 3 243  | 2 900  | 343   | 3 117  | 3 042  | 75    | 3 276  | 2 966  | 310   |
| Basse-Normandie | 17 880 | 13 643 | 4 237 | 16 987 | 13 367 | 3 620 | 16 906 | 13 848 | 3 058 | 17 255 | 13 399 | 3 856 |

### Fécondité par département
Le nombre moyen d'enfants par femme ou indice conjoncturel de fécondité a évolué comme suit pour chaque département et pour l'ensemble de la Basse-Normandie :
| Département           | Fécondité 1999 | Fécondité 2000 | Fécondité 2001 | Fécondité 2002 | Fécondité 2003 | Fécondité 2004 | Fécondité 2005 |
| --------------------- | -------------- | -------------- | -------------- | -------------- | -------------- | -------------- | -------------- |
| Calvados              | 1,80           | 1,86           | 1,83           | 1,82           | 1,82           | 1,85           |                |
| Manche                | 1,95           | 1,99           | 2,02           | 1,99           | 1,98           | 2,00           |                |
| Orne                  | 1,91           | 2,04           | 2,04           | 2,00           | 2,02           | 2,00           |                |
| Basse-Normandie       | 1,85           | 1,93           | 1,92           | 1,89           | 1,90           | 1,92           |                |
| France métropolitaine | 1,79           | 1,87           | 1,88           | 1,87           | 1,87           | 1,89           | 1,92           |

### Répartition des naissances par nationalité de la mère
Les chiffres suivants sont fournis par l'Insee pour l'année 2004 :
|                  | Ensemble | Françaises | Étrangères | Étrangères | Étrangères | Étrangères | Étrangères | Étrangères | Étrangères |
| Total étrangères | Ensemble | Françaises | Algérie    | Espagne    | Italie     | Portugal   | Maroc      | Tunisie    |            |
| ---------------- | -------- | ---------- | ---------- | ---------- | ---------- | ---------- | ---------- | ---------- | ---------- |
| Calvados         | 8.257    | 8.022      | 235        | 23         | 5          | 5          | 6          | 21         | 3          |
| Manche           | 5.487    | 5.412      | 75         | 4          | 1          | 1          | 2          | 7          | 0          |
| Orne             | 3.243    | 3.082      | 161        | 14         | 0          | 0          | 3          | 24         | 2          |
| Basse-Normandie  | 16.987   | 16.516     | 471        | 41         | 6          | 6          | 11         | 52         | 5          |
| -- légitimes     | 8.168    | 7.809      | 359        | 38         | 4          | 5          | 6          | 48         | 5          |
| -- hors-mariage  | 8.819    | 8.707      | 112        | 3          | 2          | 1          | 5          | 4          | 0          |

## Immigrés et étrangers
Par immigré on entend quelqu'un résidant en France, né étranger à l'étranger. Il peut être devenu français par acquisition ou avoir gardé sa nationalité étrangère. Par contre le groupe des étrangers est constitué par l'ensemble des résidents ayant une nationalité étrangère, qu'ils soient nés en France ou hors de France.

### Nombre d'étrangers et d'immigrés en Basse-Normandie
Au recensement de 1999, les étrangers et les immigrés se répartissaient comme suit en France et en Basse-Normandie :
|                                                  | France métropolitaine | Région Basse-Normandie |
| ------------------------------------------------ | --------------------- | ---------------------- |
| Français                                         | 55.260.000            | 1.403.102              |
| -- Français de naissance nés en France           | 51.340.000            | 1.375.748              |
| -- Français de naissance nés à l'étranger        | 1.560.000             | 11.610                 |
| -- Français par acquisition nés en France (3)    | 800.000               | 4.985                  |
| -- Français par acquisition nés à l'étranger (1) | 1.560.000             | 10.759                 |
| Étrangers                                        | 3.260.000             | 20.463                 |
| -- Étrangers nés en France                       | 510.000               | 3.076                  |
| -- Étrangers nés à l'étranger (2)                | 2.750.000             | 17.387                 |
| Population totale                                | 58.520.000            | 1.423.565              |
| dont Immigrés                                    |                       |                        |
| (1) + (2)                                        | 4.310.000             | 28.146                 |
| dont Français par acquisition                    |                       |                        |
| (1) + (3)                                        | 2.360.000             | 15.744                 |

### Ventilation des immigrés par région du monde et pays de naissance
Pays de naissance des immigrés vivant en Basse-Normandie en 1999
Source :
| Origine                        | Basse-Normandie      | Basse-Normandie      | Métropole            | Métropole            |
| Origine                        | effectifs            | évolution 1990-99    | effectifs            | évolution 1990-99    |
| ------------------------------ | -------------------- | -------------------- | -------------------- | -------------------- |
| Total Général                  | 28.146               | 7,9                  | 4.306.094            | 3,4                  |
| Europe                         |                      |                      |                      |                      |
| -- Allemagne et Benelux        | 2.617                | 14,0                 | 248.256              | 7,5                  |
| -- Espagne et Italie           | 2.589                | -20,5                | 694.881              | -21,1                |
| -- Portugal                    | 2.691                | -10,8                | 571.874              | -4,6                 |
| -- Royaume-Uni                 | 2.392                | 150,2                | 75.020               | 44,4                 |
| -- Autres Europe               | 2.842                | -3,3                 | 344.113              | 2,2                  |
| Afrique                        |                      |                      |                      |                      |
| -- Maroc                       | 2.809                | -1,1                 | 522.504              | 14,2                 |
| -- Algérie                     | 2.348                | 2,6                  | 574.208              | 3,3                  |
| -- Autres Afrique ex-française | 2.614                | 42,3                 | 477.589              | 22,6                 |
| -- Autres Afrique              | 787                  | 20,5                 | 117.261              | 26,5                 |
| Asie                           |                      |                      |                      |                      |
| -- Turquie                     | 2.503                | -12,0                | 174.160              | 3,4                  |
| -- Autres Asie                 | 2.901                | 19,2                 | 375.834              | 22,9                 |
| Amérique/Océanie               | 1.053                | 43,1                 | 130.394              | 35,5                 |
| Total Général                  | 28.146               | 7,9                  | 4.306.094            | 3,4                  |
|                                | -------------------- | -------------------- | -------------------- | -------------------- |

## Les aires urbaines de Basse-Normandie
Les populations suivantes se réfèrent aux aires urbaines dans leur extension définie lors du recensement de 1999.
- 14 = département du Calvados
- 50 = département de la Manche
- 61 = département de l'Orne

| Aires urbaines         | Date du recensement | Date du recensement | Date du recensement |
| Aires urbaines         | 1982                | 1990                | 1999                |
| ---------------------- | ------------------- | ------------------- | ------------------- |
| Caen (14)              | 321 504             | 347 753             | 370 851             |
| Cherbourg (50)         | 107 141             | 119 222             | 117 855             |
| Alençon (61)           | 63 328              | 64 040              | 64 978              |
| Saint-Lô (50)          | 49 406              | 49 597              | 48 837              |
| Lisieux (14)           | 43 990              | 44 703              | 45 065              |
| Flers (61)             | 36 255              | 36 094              | 34 836              |
| Granville (50)         | 26 909              | 27 187              | 29 300              |
| Argentan (61)          | 26 932              | 27 214              | 27 387              |
| Vire (14)              | 25 801              | 25 639              | 26 274              |
| Bayeux (14)            | 24 714              | 25 859              | 25 943              |
| Trouville-sur-Mer (14) | 20 155              | 20 795              | 22 168              |
| L'Aigle (61)           | 19 846              | 20 118              | 20 043              |
| Avranches (50)         | 17 799              | 17 626              | 17 819              |
| Coutances (50)         | 16 700              | 17 120              | 17 101              |
| Honfleur (14)          | 14 178              | 14 683              | 14 944              |

## Répartition par âge

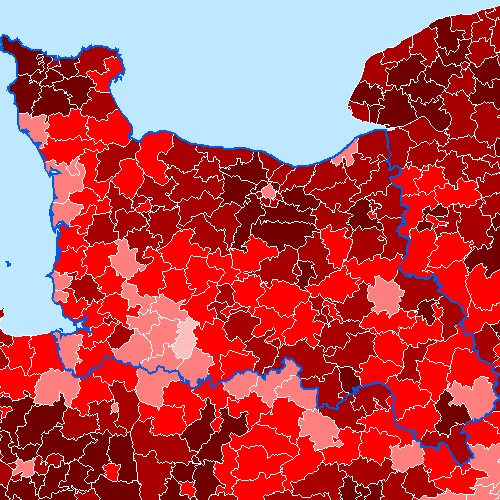
Les moins de 20 ans en Basse-Normandie en 1999 :

Les moins de 20 ans sont nombreux en Basse-Normandie, région qui est toujours assez féconde. Sur la carte ci-contre, on remarque que les jeunes sont très nombreux aux alentours de la ville Caen (à l'exception de la ville elle-même), ainsi que dans la partie nord-ouest du Cotentin, aux environs de Cherbourg.

## Normandie fusionnée
En 2014, il a été décidé de fusionner la Haute-Normandie et la Basse-Normandie, en une région unique, qui en 2016 porte le nom de Normandie.
Pour l'INSEE, la Normandie est par sa démographie une petite région, car elle ne compte que 3,3 millions d'habitants. Cette population constituant 5 % de la population française la classe au neuvième rang sur 13 régions métropolitaines.
La population de la Normandie entière est croissante essentiellement grâce aux naissances et ceci malgré un solde migratoire déficitaire.
L'Eure et le Calvados ont une population en croissance; la Seine-Maritime et la Manche ont une population stable, mais l'Orne a une population décroissante.